# Нематеријална културна баштина Хрватске на листи УНЕСKО-a
Нематеријална културна баштина Хрватске на листи УНЕСKО-а до данас се састоји од 15 нематеријалних културних добара, који су уносом на Репрезентативну листу нематеријалног културног наслеђа човечанства, као угрожено наслеђе,  постала саставни део културне баштине човечанства, и део добре праксе очувања нематеријалне културне баштине света.

## Предуслови
Идеја наслеђа као део материјалне културе једног народа изузетно је вредна за очување памћења, како не би уследио осећај губитка услед брзих промена и страха од неизвесне будућности, изазване индустријализацијом и политичким револуцијама. У том контексту у Хрватској су створени корени за идеје аутентичности, очувања изворних предмета и наслеђа као незамењивог, необновљивог ресурса који се не може поново створити, у случају да буде уништен.
Полазећи од ових принципа Хрватска је почев од 1979. године, укључила у опсежну акцију очувања сопственог наслеђа, након које је на УНЕСКО-ову Листу уписала  хрватска културна добра, до данас, укупно 27 непокретних и нематеријалних културних добара (10 непокретних културних добара и 15 нематеријалних културних добара).

### Сињска алка
Сињска алка је назив хрватске витешке игре која се сваке године изводи у далматинском граду Сињу на годишњицу победе над турским освајачима 14. августа 1715. године када је 700 војника из тврђаве Сиња, успели одбити напад војске турског заповедника Сераскир Мехмед-паше Челића. Град је у то време био под влашћу Млетачке републике, али услед турске војничке премоћи они су град оставили. Тврђава са браниоцима се сама одупрла турској опсади. По народном предању Велика Госпа (Богородица) се појавила на тврђави, у време када је отпор посустајао, и почела жар да баца на Турке. Пометњу у турским редовима су искористили ускоци и нагнали непријатеља на бекство. Историјски извори говоре да се у ствари појавила болест куга у турској војсци, која је учинила своје.
Сињска алка је 15. новембра 2010. године уписана на Репрезентативну листу нематеријалног културног наслеђа човечанства, као угрожено наслеђе UNESCO-а  у Европи. Шимун Милиновић наводи податке да су некада ове витешке игре биле и у Задру, Имотском, Макарској...

### Двогласје блиских интервала Истре и Хрватског приморја
Двогласје блиских интервала Истре и Хрватског приморја је сложен стил народне музике који се може наћи и изван подручја Истре и Хрватског приморја, али управо на овом подручју живи најкомпактније дуги низ година. У основи, двогласје се заснива на нетемперованим тоналним односима и карактеристичној боји тона, што се у вокалној музици постиже снажним певањем, делом кроз нос.
Импровизација и варијација често се дешавају током извођења у обе деонице, али једногласни или унисони завршеци или завршеци у октави остају строго правило (ова карактеристика се сигурно може видети у бугарења, без обзира на то што је доња деоница спуштена за секунду или малу терцу).
Већина тонских низова састоји се од четири до шест тонова. Метроритмичка, формална структура и структура текста крећу се од једноставних до врло сложених образаца, а однос музике и текста је јако специфичан.
Типични инструменти који прате ово певање су сопиле (свира се у паровима), гајде, флаута и флаута тамбура.  Сопило је конусни инструмент са писком израђеним од дрвета и свира се увек у паровима, тако да мала или женска сопила прате нижом терцом мушка или велика. Осим специфичног звука, сопиле су јединствени инструмент јер се свирају на истарској скали.
Неколико стилова певања појавило се у различитим деловима света, на пример у  канат у  други глас је замењен малим сопилама, а у  таранкању  речи су замењене слоговима (обично тана-на, та-ра-ран, итд.) који имитирају звук флауте.

### Немо коло са подручја Далматинске загоре
Ретко која традиционална култура негује плес без музике, али иако недостаје музичке пратње, у овом традиционалне кожне обуће има много тога да се чује. Тешки, али потпуно ритмични ударци опанака, традиционалне кожне обуће одзвањају на плесном подијуму од и до двадесет плесача, који током кружног кретања убрзавају или успоравају покрете, у зависности од инспирације.
Немо коло не познаје плесни пар, мушкарца и жену као плесаче поједине деонице плеса, неретко се зна догодити да коло плешу само жене или само мушкарци, или пак да у несразмерном броју мушких и женских плесача се исто плеше са већим бројем мушкараца наспрам жена или већим бројем жена наспрам мушкараца у самом колу. Иако немо коло не познаје плесни пар, мушкарца и жену, ако је то могуће плесачи се распоређују у при плесу редоследом  један мушкарац потом једна жена све док број мушкараца и жена задовољава то правило а потом се низ наставља само мушкарцима или само женама зависно од тога којих плесача има више у том колу.
У немом колу сваки плесач изводи свој корак, поскакујући у затвореном колу или хватајући се у пар, шетајући неко време и водећи своје партнерице, по једну или две, да их сви присутни могу добро погледати. Затим опет снажно поскакујући с једне ноге на другу, повлачи истовремено партнерице, испробавајући јавно њихову вештину, наизглед без одређених правила, спонтано, зависно од расположење и тренутној жељи за истицањем пред другима или жељи за заједничким снажним и импресивним кретањем кола кад се хвата са осталима у то шупље коло. Због међусобних разлика у извођењу структуре и корака кола у појединим селима, ово је коло основни маркер локалнога идентитета према којем се становници појединих села, уз остале елементе културне баштине, међусобно разликују. Заједничка карактеристика тог плеса је извоћење без музичке пратње чиме је препознатљиво на целом подручју Далматинске загоре, али и шире. На ширем подручју изводи се искључиво у колу, па је зато управо извођење овог кола на подручју Далматинске загоре специфична у односу на шире подручје
У неким случајевима немо коло може бити праћен традиционалним ојкањем у позадини (које је још једно заштићено нематеријално културно наслеђе), чиме се ова врста плеса претвара у раскошан приказ локална традиција Далмације.

### Ојкање
Ојкање као облик певања је десетерачка песма из два стиха, који се завршавају дугим „оој“. Пева је три или пет певача, или цело коло, у полутону (секунди). Може бити праћена једноструним или двоструним гуслама свираним у истој интонацији, која се у западноевропској музичкој теорији сматра обрасцем какофоније. Традиција ојкаче, или ојкања као део културе Динарида посебно се гаји и у Крајини, а нарочито о Поткозарју.
Верује се да су Хрвати досељавањем на ове просторе наишли на елементе ојкања и усвојили их, а затим се традиција искључиво преносила усмено с колена на колено. Ширење овог најстаријег облика певања из залеђа Далмације, Равних котара, преко обронака Велебита до Лике и Кордуна, нажалост, не обезбеђује опстанак ове традиције, јер је мање оригиналних певача, а ојкање очигледно не одговара будућим генерацијама. Управо због тога, ова традиција је била угрожена и 2010. ојкање је као нематеријално културно наслеђе на предлог Републике Хрватске, налази и на УНЕСКО-вој Репрезентативној листи нематеријалног културног наслеђа човечанства, као угрожено наслеђе.

### Вештина сувозидане градње
Вештина (сухосидана) сувозидане градње (градња сухозида), је део народна архитектура, која градњу заснива без употребе везива, односно  градњу на сувом. Она је у Хрватској саставни елемент сваког култивисаног пејзажа дуж медитеранске обале. У ужем смислу односи се на зидање ломљеним каменом са минимумом или без обраде, а као шири појам може обухватити полагање каменог поплочавања и покривања, затим изградњу инжењерских конструкција клесаним каменом без употребе везива.
Човек се користио овом уметношћу на јадранско-динарском подручју Хрватске од праисторије до данас. Његова дистрибуција, техничка достигнућа и значај за заједницу повезани су са интензитетом становништва и економским активностима, као и са начином и средствима преображаја краса у сврху пољопривредне производње.
Иако се, ово опипљиво наслеђе дуго сматрало мање вредним и стога никада није праћено јавним и научним дискурсом, на целом подручју, без обзира на море, границе и културе, вредне руке зидара је камен по камен узимала са крашких регион и створиле лепе структуре и тако формирале насеља и читаве камене пејзаже из којих су настале многе европске културе. Поред мањих зграда различите намене, карактеристичан производ сувозидне конструкције је тзв. сувозид (громача, међа, моцира, моцир, масиера, редина, призида, зид, мртви зид, мртви мир ...), који се у разним облицима јавља дуж читавог подручја јадранско-динарског крша и снажно карактерише његов пејзаж. Стога је стављање вештине сувозидних конструкција на УНЕСКО-ву листу нематеријалног културног наслеђа изузетан корак ка очувању ове вишевековне традиције.

### Чипкарство у Хрватској
Чипкарство као специфичан облик текстилног рукотворства,  је самостални, шупљикави, ручни рад  заснован на различитом преплитању нити. Настало је у доба ренесансе на простору Медитерана и западне Европе.  Према досадашњим сазнањима, чипка на иглу настаје у ширем окружењу Медитерана, на подручју Венеције, док се истовремено вештина чипкарства на калем развила у околини Антверпена у Белгији.
Основне технике чипкарства, вештина израде чипке су шивање иглом  (чипка на иглу)  и преплитање нити помоћу калема или батића (чипка на калем).
Првобитне чипке су украшавале верске просторе и увеличавале црквене обреде, да би потом постале једним делом црквени украси, а касније и украси традиционалне одеће и обуће.
Разлика између чипкарства европских земаља и оног на простору Хрватске су њени ствароци. У Европи је израда чипке била у рукама женских црквених редова, грађанства и племства, док се у Хрватској њиховим посредством преноси у руке сеоских жена у мањим руралним срединама. Оне чипку израђују за потребе традиционалне одеће и украшаваwа унутрашњег простора.
Развитак чипкарства у Хрватској имао је нешто другачији след него у осталом делу Европе. Иако почетком везано уз свештенство и племићки сталеж, чипкарство се преношењем са колена на колено или традицијском предајом и материјалним остацима долази као део етнографске баштине, везано уз сеоску популацију. Налазимо га као део традицијског текстилног рукотворства у оквиру аутархичне сеоске производње, а намењено је било првенствено украшавању женске традицијске одеће и других предмета.
На таквим традицијама у појединим регионима се, односно локалитетима, у оквиру црквених или друштвених институција оснивају курсеви, школе и / или радионице у којима је израда чипке у Хрватској често попримила облик занатске производње и служила у комерцијалне сврхе.
Данас у Хрватској постоје три главна центра израде чипке, која настављу вишегодишњу традицију чипкарства у Хрватској, а то су у унутрашњости Хрватске  Лепоглава,  а на Јадрану Паг и  Хвар.
Лепоглава
У овом центру у Загорју чипка се израђивала на калему.  Израду ове чипке највероватније су   Лепоглаву  донели павлински свештеници.
Вештина израде пруга чипке на калему, заснива  се на изради чипке из грубе ланене пређе. Она резултује израдом финих чипака различита облика. Ову чипку су сељанке у Лепоглави израђивале за украшавање личне одеће или за продају.
Временом, израда чипке у Лепоглави организована је у оквиру школа, курсева и радионица, постаје сталан извор додатне зараде сеоских чипкарица. Тада чипка добија и нову намену - израђују се таблетићи, модни детаљи, чипка у метражи, а њена је употреба везана је искључиво уз грађански друштвени слој.
Паг
Ова чипка која се чипкала на иглу, је украсни елемент који се јавља првобитно на фолклорном текстилу, а затим као самостални украсни предмет. На платненим деловима фолклорне одеће сусреће се украс изведен бодом шиване чипке у облику првобитне ретичеле (ретичела = мрежица). Настаје у квадратном простору урезаном у платну и рађен је без нацртаних шаблона.
Почетком 20. века, интензитет израде ношње опада, али оснивањем чипкарске школе вештина шивања чипке користи се за израду украсних предмета намењених самосталних грађанском друштву. Они садрже мотиве преузете са фолклорног текстила, који до краја остају у строгој почетној, ренесансној геометризацији облика.
Хвар
Вештина израде чипке од агаве у граду Хвару је специфична по материјалу из којег настаје (агава) и њене повезаности само уз бенедиктински самостан. Вештина пореклом са Канарских острва (Тенерифе), у Хвару је присутна од половине 19. века. Чипка се израђује од нити које се посебним поступком добијају из средине свежих листова агаве. Након обраде нити су беле боје, прилично танке одређене чврстоће и дужине.
По техници рада разликује се чипка звана Тенерифа, затим Тенерифа са мрешкањем и мрешкање на оквиру.

### Лицидарски занат у северној Хрватској
Уметност израде лицидарских производа појавила се у неким европским самостанима током средњег века, одакле је стигла у Хрватску и временом постала  занат. На подручју северне Хрватске овим занатом бавили су се пчелари и воскари, који су производили мед и свеће.
Процес израде лицидерских производа захтева вештину и брзину. Рецепт је исти за све произвођаче, а укључује брашно, шећер, воду и соду бикарбону - са обавезним зачинима. Медењаци се обликују у моделе, пеку, суше и фарбају разним јестивим бојама. Сваки медењак украшава се на посебан начин, често сликама, малим огледалима и стиховима или порукама.
Лицидарско срце је најчешћи мотив, а често се припрема за венчања, украшава се именима младенца и датумом венчања. Сваки лицидарски занатлија делује у одређеном подручју не ометајући друге занатлије.
Кроз векове ова се уметност преносила с колена на колено, у почетку мушкарцима, а данас женама. Лицидари су постали један од најпрепознатљивијих симбола хрватског идентитета. Данашњи медењаци су кључни учесници локалних прослава, догађаја и окупљања, дајући локалном становништву осећај припадности, идентитета и континуитета.

### Умеће израде традиционалних дрвених играчака с подручја Хрватског загорја
Традиционалне играчке од дрвета са подручју Хрватског загорја један је од примера како се некада живело и забављало у домовима у време када није било рачунара и интернета. Играчке су израђене од локалног дрвета, посебно меких врста липе, јавора, врбе или букве, рађене су ручно, коришћењем вештина и шаблона од картона, која су данас заштићена вештина и драгоцено наслеђе.
Од врло једноставних играчака свирала, асортиман се проширивао тако да су у појединим периодима израђивали око сто и двадесет различитих играчака. Начин израде преносио се у одређеним породицама из генерације у генерацију и задржао до данас. За њих је карактеристично да их израђују ручно мушкарци, а већином их осликавају жене. Никада не могу бити две  потпуности идентичне играчке јер је свака ручни рад.
За осликавању се корист еколошке боје, а као подлога најчешће се користе црвене, жута или плава боја. Мотиви су флористички и геометријски облици. 
Данас се израђује педесетак врста играчака - разноврсних свирала, тамбурица, играчака у облику животиња, па све до упорабних предмета.
Традиција израде дрвених играчака започела је у 19. веку у општинама Бистрички и Стубички Лаз, Тугоница, Турнишће, Горња Стубица и Марија Бистрица у Хрватском Загорју, па је тако и данас највећи број носилаца ове традиције из ових места.

### Медитеранска исхрана на хрватском Јадрану, његовој обали, острвима и делу залеђа
Медитеранска исхрана на хрватском Јадрану, његовој обали, острвима и делу залеђа, настала је под утицајем еколошких, климатских, историјских и културних чинилаца који су вековима владали на простору Медитерана. Као  и у осталим земљама на подручју Медитерана, и у Хрватској ова исхрана се манифестује у друштвеној, духовној и материјалној сфери свакодневног живота и у обичајима животног и годишњег циклуса становништва овог подручја Хрватске.
Медитеранска исхрана као идентитет људи који живе на  простору хрватског Јадрана, његовој обали, острвима и делу залеђа, је тековина  разних култура и утицаја, који су непрекидно  генерацијама уназад преносе са колена на колено.
Ова исхрана је јединствена и због начина обликовања културног идентитета својственог за хрватски Јадран, његове обале, острва и део залеђа, и најбоље се уочава у обичајима и обредима али и у језику и говору (називима).
Везаност уз природу и природне изворе хране важна је карактеристика медитеранске исхране, рибарство и пољопривреда као њена основа а за даље развијање тог географског подручја у правцу очувања природне баштине и јачања економије.
Након спроведених истраживања етнолога и нутрициониста, схваћено је да разноврсна знања и умећа повезана са исхраном на хрватском Јадрану треба очувати и у изворном облику пренети новим генерацијама како се не би изгубила под утицајем севременог начина живота.
Храна је и битан део бројних свечаности и догађања, а у новије време и део туристичке понуде коју је потребно квалитетно развијати због дугорочног утицаја на ово подручје.
Медитерански модел исхране као основа је целокупног кулинарског система обале, острва и дела залеђа, међусобна је веза природних ресурса и људских потреба, поседично и људске вештине, која се одражава и у исхрани становника: реч је о суживоту  са природним благодатима.
И поред јединствених карактеристика, ова исхрана се ипак разликује међу појединим местима и друштвеним слојевима, и може се поделити на:
- рибарску (осим у делу залеђа)
- тежачку
- комбиновану (рибарско-тежачку), што је врло чест случај на јадранским острвима.

Осим повезаности природе и исхране, важно је указати и на друштвену и социјалну компоненту која се у прошлости интензивније испољавала у животу људи, али она и данас није занемарива.

### Процесија за крст на острву Хвару
Процесија за крст је  традиционална ноћна процесија која се неколико векова сваки Велики четвртак организује на острву Хвару.  Настанак процесије се веже уз распело Светог крстића, које се од 1510. године чува у хварској катедрали. Према записима у архиву, крстић је 1510. године био на чувању у кући Николе Бевилаке. У време немира између пучана и племића, 6. фебруара 1510., крстић је прокрварио. Тада на Хвару почиње интензивно поштовање крста.
Први писмени запис о процесији датира од 16. фебруара 1658. године.
Године 2009. традиција процесије За крст је уписана на УНЕСКО-ов попис нематеријалне светске баштине у Европи, а састоји се од шест истовремених процесија из Јелсе, Питве, Врисника, Врбника, Свирче  и Врбоске.
За време Другог светског рата 1943. године италијански фашисти ограничили су процесију на само 12 особа по месту, а 1944. године процесија је одржана у избегличком кампу у пустињи Синаи у Египту.
Током пандемије ковида 19 2020. године процесије су биле ограничена на само 15 особа по процесији, иако је већина других догађања у Хрватској тог месеца отказана, тако да је Крст контроверзном одлуком ипак одржана.
Процесија је јединствени обред специфичне побожности и израз верског и културног идентитета становника средишњег дела острва Хвар, који се у непрекинутом низу одвија пет векова. Специфична је  и по свом трајању (током које за 8 сати учесниици процесије пређу 25 километара) и по наглашеном пасионском садржају. Припремају је и спроводе братовштине (братства), односно заједнице хварских римокатолика у чију је историју и живот крст дубоко урезан.
Окосница процесије је „Госпин плач”, осмерачки пасионски текст из 15. века кога у форми дијалога певају изабрани певачи, кантадури.
Процесија  сваке године почиње тачно у 22 часа тако што шест процесија истовремено крећу из шест жупних цркава средишњег дела острва Хвар (Врбањ, Врбоска, Јелса, Питве, Врисник и Свирче). Свака процесија се врти у великом кругу по острву Хвар, и на крају се у 7 сати ујутро враћа у своје полазиште.
Сваку процесију предводи крстоноша који носи крст тежак око 18 кг. Улога крстоноже значи  велику част на острву, и зато су већ унапред одређени носиоци и по више од 20 година. Крстонође све време иду у пратњи помоћника, два пратиоца који носе велике свећњаке, два главна певача и више одговарача који певају „Госпин плач". Сви су они обучени у свечана одела - беле братимске тунике.
По бројности, највећа је јелшанска процесија (са више од хињаду учесника). Јелшанска је посебна и по обичају да крстонође задњих 100 метара пута трче.
Пролазећи кроз свако од 6 места обухваћена процесијом, учесници процесије исказују побожности у свакој од цркава на путу. Жупник у свакој од ових цркава благосиља и храбри крстоншу да издржи до краја процесије, а певачи за то време певају „Госпин плач”, до наставка хода. Процесије се не смеју сусрести;  што се, пажљиво координира кретањем сваке од процесија.
Током пута, ходочасници моле и певају, а посебно је карактеристичан  „Госпин плач" у изворном облику (мада га свака процесија пева на свој специфичан начин).
На Велики петак, ових 6 места на Хвару опусти, док се побожни пук одмара од напорне ноћи. Тек у поподневним сатима, места живну, када мештани одлазе да учествују у побожностима Велике недеље.

### Клапско певање
Феномен клапског певања је вишевековна појава на коју су упозорили истраживачи и музиколози крајем 19. века. Оно је препознатљив стил певања и традиција урбане Далмације, настао у време развоја далматинских градова и места под утицајем организоване музичке делатности из периода препорода. То је било време настанка првих организованих црквених и световних певачких хорова, али и градских лимених група, тамбурашких група и оркестара, који су директно утицали на стварање и популаризацију певања данас познатог под заједничким називником клапско певање.
На свом зачетку овај начин музичке комуникације био је искључиво део мушке традиције; мање групе певача и пријатеља, које је повазивао заједнички пословни или друге интерес и љубав према песми. Рибари и тежаци певали су раме уз раме са трговцима и привредницима, ученицима и студентима, највише у конобама уз чашу далматинског вина. Певали су за своју душу по уским калетама тражећи скривена места у којима је звук најбоље одзвањао.
Неформална певачка дружења кроз 20. век развила су се у организовану музичку далтаност, која се раширила једним делом источне, обалне и горске Далмације, Хрватске.

У музичком смислу клапско певање је стил традиционалног capella хомофорног певања који се развио од типично традиционалног облика певања (клапска пјесма) и постојања (клапа) до стручно постављеног, организованог облика певања. 
У данашње се време начином презентације чешће се убраја у стилове популарне него традиционалме музике. Клапске песме су хомофони напеви, препознатљиви по својој унутрашњој музичкојструктури, кретању мелодијских линија гласова, хармонијској конструкцији и садржају текстова напева. Мелодија напева (први тенор) праћена је другим гласом, увек у терци (други тенор). Трећи глас (баритон) има задатак да попуни акорд, а првенствени задатак баса је да јасно означи хармонијске функције у основном положају.

### Феста Светог Влаха заштитника Дубровника
Феста светога Влаха, заштитника Дубровника представља изузетну појаву нематеријалне културне баштине, која се у континуитету традисонално одржва од 10. века до данашњих дана. Она има  своје традиционалне и препознатљиве одлике и специфичност изражавања, обликован као локални и национални културни пејзаж свестраним историјским догађајима који прожимају материјалну и нематеријалну културну баштину духовном димензијом.
Феста је настао на легенди о појављивању светога Влаха  који је помогао Дубровчанима у одбрани града од нападача. У организацију и реализацију фесте  укључено је:
- становништво Дубровника и околине,
- представници државе и локалних власти
- представници Римокатоличке цркве.

Осим духовног значења Феста утиче и на формирање  друштвених односа и правила и културу наслеђивања. Феста као израз поштовања свеца проширила се и на читав културни, а делом и природни простор Дубровника и његове околине. Кроз учешће појединаца и група из других места у Хрватској, као и оних из околних земаља, Фестивал омогућио и успостављање међукултуролошког дијалога.

### Бећарац
Бећарац је музички и усмено књижевни жанр који је се сматра симболом идентитета Славонаца, Барањаца и Сремаца. Још увек као врло актуелна мелопоетска форма двостиховне мелострофичне структуре типа X (4, 6), бећарацје жанр са изразито забавном функцијом, понекад ласцивне тематике.
Својим стилом извођења и саставом текста, он изражава друштвене вредности, али служи и као средство изрицања мисли о осећања која је непристојно изразити директно или у другим контекстима (нпр. одступања од сексуалних норми).  Функција бећарца је, очигледно, била и да разоноди и забави у веселим приликама,10 као и да прекрати време током често напорног и дуготрајног рада.
Тематика бећарца је најчешће шаљива, пошалична, понекад сатирична или даје критички опис (увек уз дозу хумора) љубавне или свакодневне ситуације која се врло често односи на живот младих. Музика инструментална, бећарске песме, је  песма са карактеристичним непоновљивим текстовима и мелодијом:
Лоло моја ил’ јеси ил’ ниси
Ожени се да видим чији си!
Иде Ускрс, иде и весеље
Доћ’е лола да полије мене.
Једно од главних значења бећарца је комуникација међу извођачима: измењивање водећих пјевача који се надовезују на претходнога или се надмећу један са другим у извођењу десетерачких двостихова и у обликовању водеће мелодијске линије, а њиховој се интеракцији редовно придружује и група певача и свирача (обично тамбурашки састави).
Водећи певачи уживају посебан углед у заједници, јер их одликује:
- снажан глас певања,
- познававње широког репертоара старих и нових двостиха,
- прикладност, брзина и оштроумност избора песама,
- добро комбиновање изабраних песама.

Прилике за певање бећарца у прошлости била су било каква догађања организована веселим поводом – рогљеви, диснатори (весеље након заједничког рада око клања свиња), славе, свадбе, рођендани и друга весела окупљања, али и разни видови мобе.
Заштита бећарца као културног добра има за циљ да помогне у очувању богате разноликости унутар овога жанра (микрорегионалне, месне, али и индивидуалне), као и очување контекстуалне, родне, естетске и друге посебности бећарца и одржавање његове комуникацијске функције.

### Краљица из Горјана
Краљица из Горјана (хр. Godišnji proljetni ophod Kraljice ili Ljelje iz Gorjana) , села недалеко од града Ђакова у Славонији, у североисточној Хрватској, је народни обичај у коме девојке  у прочеће, о благдану Духова, у поворци обилазе село и изводе ритуал састављен од специфичних песама и плеса са сабљама.
Према садржају њихових песама учеснице су девојачке духовне поворке које у Горјанима зову и љеље. Деле се на краљице и краљеве; 
- десет краљева носи сабље и мушке шешире украшене цвећем,
- пет краљица, на главама, попут младенки, имају беле венчиће.

Из ширег репертоара краљичких текстова бирају се песме у складу са породицом коју оне посећују; најћеπше певају девојци, младићу или младој невести. Затим краљеви изводе плес са сабљама, а краљице песмом опонашају плесне фигуре. Следи народни плес уз пратњу музике, коме се могу придружити и укућани. Након што их домаћице почасте храном и пићем, поворка одлази у другу кућу.
Другога дана Духова краљиице одлазе у суседно село или оближњи градић. На крају се манифестација завршава заједничком гозбом и забавом код једне од учесница.
Годишња пролећна поворка краљице у Горјанима, славонске краљице или Љеља, као народни обичај, уписана је 1966. године у хрватску културну баштину. Као нематеријално светско наслеђе препознато је 2007. године, а на УНЕСКО-ву листу нематеријалног светског наслеђа у Европи уписана је 2009. године.

### Звонари се подручја Каставштине
Каставштина, у којој се одвија ритуал Годишњи пролећни опход (поворка)  или Звонари се подручја Краставштине, налази се свега неколико километара од највећега хрватскога лучкога града Ријеке и монденског летовалишта Опатије. За разлику од осталих елемената традицијске Хрватске  културе, овај  ритуал сачувао се као необично виталан у континуитету дужи времеснки период, и постао симбол локалнога културног идентитета.
У време поклада (од 17. јануара до Пепелнице) десетак група мушкараца обилази своја и суседна села на вишекилометарским поворкама по традиционалним путевима. Неки имају маске, а неки различита обележја на глави која симболично означавају вегетацију и плодност. Сви учесници на себи имају огрнуте наопако окренуте овчије коже и звона, по којима су и прозвани звонарима. На њима  звоно звоне кад се они крећу на различите начине, што захтева добро савладану вештину и физичку издрæљивост (зато звонар не може бити свако). Зато у поворци учествују само мушкарци, којима је то некада био иницијацијски обред. У данашње време имамо и мишеве (мале) звонаре који могу да учествују, али не и жене.
У овом обичају огледају се древна магијска значења којима се крајем зиме треба призвати плодност,  и зато је овај је обичај и данас врло виталан.
Кроз интеракцију група звонари (и људи који их прате у обиласку) са становништвом села кроз која пролазе, задржали су друштвено значење и функцију, изузетно вазану за кохезију села у којима се одржавају међусобни односи некадашњег подручја Каставштине, а данас опшина Матуљи и Вишково.
На подручју Матуља делују Рукавачки, Звонејски, Бргујски, Мунски, Жејански, Брежански, Мучићеви, Фрлански и звончари Влахов Брег - Коренско, а на подручју Вишкова Халубајски звонари.

### Међимурска попевка
Међимурска попевка је  врста традиционалне народне песме из Међимурја, северна Хрватска. Изводи се углавном у сеоским срединама у разним приликама (празничне свечаности, крштења, венчања, кармине, ћетве, бербе грожђа итд.). Њихови најстарији сачувани текстуални записи датирају из 16. века.
Када је Међимурје у 12. веку пало под угарску власт, међимурска попевка слободно се изводила искључиво у цркви која је од 11. века била у саставу у Загребачке бискупије. Тако очуван хрватски идентитет припојен је  Међимурју у 20. веку.
Међимурску попевку представљају лирски и епски напеви, баладе и романсе. Једногласно испевани у староцрквеним модусима са елементима пентатонике сведоче о прехришћанским историјско-савременим и духовно прожетим елементима у контекстима локалне, хрватске, словенске и европске руралне и урбане, профане и сакралне традиције.
Од 2013. године Међимурска попевка је уврштена у регистар хрватских културних добара, а 2018. године проглашен је за нематеријалну светску културну баштину под заштитом УНЕСКО-а.